# Crucea Roșie, Iași
Crucea Roșie este un cartier din Iași.
Denumirea din perioada comunistă a acestui cartier era Flamura roșie. Cartierul se întinde pe un areal cuprins între străzile Păcurari, bulevardul Carol I și strada Toma Cozma (fosta Str. Culturii), până la liceul Costache Negruzzi. Denumirea micului cartier vine de la strada cu același nume care ține de la Spitalul CFR (din bulevardul Carol I) până la capătul blocurilor, spre Păcurari.